# Paamajoki
Paamajoki is een rivier die stroomt in de Finse gemeente Pello in de regio Lapland. De rivier voedt en ontwatert het Paamajärvi, dat 68 meter boven de zeespiegel ligt. De Paamajoki is 19.410 meter lang voordat zij tegenover het Zweedse dorp Svanstein de Torne instroomt. Ze behoort tot het stroomgebied van de Torne.
Afwatering: Paamajoki →  Torne → Botnische Golf